# Philip Lloyd (scienziato)
Philip Lloyd (Sheffield, 1936 – Città del Capo, 2018) è stato un ingegnere e insegnante britannico naturalizzato sudafricano.

## Biografia
Nato in Inghilterra, Lloyd si è trasferito in Sudafrica al seguito della sua famiglia quando aveva dieci anni. Dopo gli studi scolastici, nel 1954 si è iscritto all'Università di Città del Capo, dove ha studiato ingegneria chimica, conseguendo prima il Bachelor of Science e poi il master universitario. Nel 1961 ha conseguito il Ph.D in ingegneria chimica nella stessa università. Dal 1962 al 1965 si è trasferito negli Stati Uniti d'America, dove ha studiato ingegneria nucleare al Massachusetts Institute of Technology. Rientrato in Sudafrica, ha collaborato per un periodo con l'Atomic Energy Board of South Africa, poi ha lavorato per 17 anni alla Chamber of Mines Research Organisation come direttore di metallurgia. Ha poi lavorato per una compagnia mineraria e successivamente per una ditta di tecnologie per il settore minerario. Dal 1994 al 1998 ha lavorato come professore al Dipartimento di Ingegneria chimica dell'Università del Witwatersrand. Dal 1999 al 2009 ha lavorato come ricercatore al Centro di Ricerche per l'Energia dell'Università di Città del Capo. Dal 2009 fino al 2018 è stato professore di ricerca all'Università di tecnologia della Penisola del Capo. È stato sposato due volte e successivamente divorziato e ha avuto quattro figli, tre dalla prima moglie Wendy e una dalla seconda moglie Angela.
Nella sua carriera, Lloyd è stato presidente della South African Institution of Chemical Engineers e della Federation of Societies of Engineers. È stato autore di una sessantina di pubblicazioni. Lloyd ha fatto parte del Gruppo intergovernativo sul cambiamento climatico e ha assunto una posizione scettica sul riscaldamento globale. A differenza di molti suoi colleghi, Lloyd riteneva che la CO2 prodotta dall'uomo fosse insignificante ai fini del riscaldamento globale.